# アリゾナ・ワイルドキャッツ

アリゾナ・カラーのビッグ12のロゴ

アリゾナ・ワイルドキャッツ（英語: Arizona Wildcats）は、アメリカ合衆国アリゾナ州ツーソンに本部を置くアリゾナ大学のスポーツ競技チームである。NCAAディビジョンI（フットボールはFBS（英語: NCAA Division I Football Bowl Subdivision））のビッグ12カンファレンス所属。

## 概要
ワイルドキャッツの名称は、1914年に行われた当時カリフォルニア州の王者オクシデンタル大学とのフットボールの試合で、ロサンゼルス・タイムズの記者が「アリゾナ (大学) はワイルドキャッツな戦いを見せた」と称えたことに由来している。
大学のマスコットは、ウィルバーとウィルマ (en:Wilbur and Wilma) という名の山猫を擬人化したものである。アリゾナ大学の初代マスコットは1915年に導入された「ルーファス・アリゾナ」という名の本物の砂漠ボブキャットで、当時の学長ルーファス・B・ヴォン・クラインスミッドにちなんで命名された。
スクールカラーは1900年からカージナルレッドとネイビーブルーにであるが、当初はセージグリーンとシルバーだった。大学公式の応援歌は「Fight! Wildcats! Fight!」だが、「Bear Down, Arizona!」の方が一般的で、「Bear Down」は大学のスローガンでもある。
大学間の主なライバルはアリゾナ州立大学サンデビルズで、両大学のスポーツ競技部はステートファーム・テリトリアル・カップシリーズを通じて複数の競技で互いに競い合っている。

## カンファレンス
1978年にアリゾナ州立大学とともにPac-8カンファレンスに加盟したことで、カンファレンスは10チーム体制となり、Pac-10という新しい名称になった (2011年にコロラド大学とユタ大学が加わり、現在のPac-12となった) 。2024年8月2日にアリゾナ州立大学・コロラド大学・ユタ大学という旧Pac-12メンバーとともにビッグ12カンファレンスへの参加を表明した。

## 競技チーム
| 男子スポーツ                            | 女子スポーツ       |
| --------------------------------------- | ------------------ |
| 野球                                    | バスケットボール   |
| バスケットボール                        | ビーチバレーボール |
| クロスカントリー                        | クロスカントリー   |
| フットボール                            | ゴルフ             |
| ゴルフ                                  | 体操               |
| 水泳・飛込                              | サッカー           |
| テニス                                  | ソフトボール       |
| 陸上†                                   | 水泳・飛込         |
|                                         | テニス             |
|                                         | 陸上†              |
|                                         | トライアスロン     |
|                                         | バレーボール       |
| †屋外競技チームと室内競技チームがある。 |                    |

アリゾナ大学ではNCAA公認スポーツとして、男子8種目、女子11種目のチームをスポンサーしている。

### 男子バスケットボール

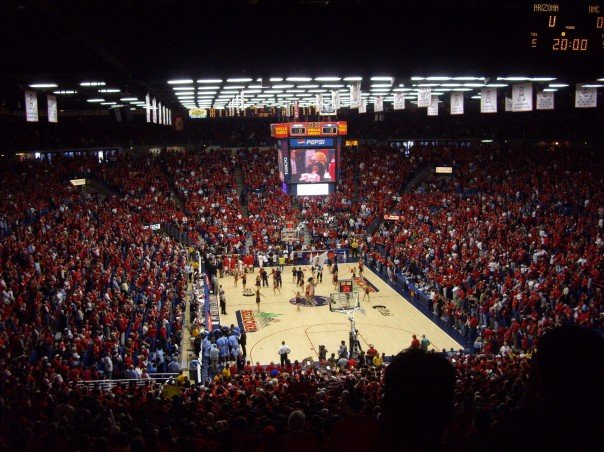
マッケール・センター

アリゾナ大学男子バスケットボール部は、1983年にルート・オルソンがヘッドコーチに就任して以来、全米で最も成功したプログラムの一つであり、言わずと知れたカレッジバスケットボール界の名門校である。1988年から2007年まで、20年連続20勝を達成しており、1985年から2009年まで25年連続でNCAAトーナメントに出場している。また、1988年、1994年、1997年、2001年には、ファイナル・フォーに進出した。
1997年度のアリゾナ大学は前年度全米チャンピオンの強豪ケンタッキー大学を破り、全米王者に輝いた。当時の優勝メンバーには後にNBAで活躍するマイク・ビビーやマイケル・ディッカーソン、ファイナル・フォーのMVPに輝いたマイルズ・サイモンが所属しており、ベネット・デイヴィソンとA.J.ブラムレットで先発5人を固め、その他ジェイソン・テリー、ユージン・エドガーソン、ジョシュ・パストナーらが在籍していた。同大会で第1シードの3校 (カンザス大学、ノースカロライナ大学、ケンタッキー大学) を破り、エリート・エイトではダブルオーバータイムの末勝利し、ファイナル・フォーへと駒を進めた。
アリゾナ大学はNCAAトーナメント1回戦で逆転負けを喫した歴史もあり、第2シード校が1回戦敗退 (1993年のサンタクララ大学戦) という数少ない学校のひとつであり、他にも第3シード時にも1回戦敗退 (1992年のイーストテネシー州立大学戦) した経歴をもつ。
25年間アリゾナ大学ヘッドコーチを務めたルート・オルソンは、2008-09シーズン直前に引退を発表したが、その主な理由は継続的な健康問題であった。その後数年間、暫定ヘッドコーチによる指導が続いたワイルドキャッツは、ザビエル大学のヘッドコーチだったシーン・ミラーを次期ヘッドコーチに採用した。ミラーはアリゾナ大学をNCAAトーナメントに3度のエリート・エイト進出 (2011年、2014年、2015年) に導いた。その後、12年間指揮したミラーと決別し、2021年からは20年間ゴンザガ大学でアシスタントコーチを務めていたトミー・ロイドが就任している。
アリゾナ大学出身の主なNBA選手は、ショーン・エリオット、スティーブ・カー、ギルバート・アリーナス、ルーク・ウォルトン、ジェイソン・テリー、チャニング・フライ、リチャード・ジェファーソン、デイモン・スタウダマイアーなどが挙げられる。
現役選手では、2018年のNBAドラフトで全体1位指名されたディアンドレ・エイトンをはじめ、アンドレ・イグダーラ、アーロン・ゴードン、スタンリー・ジョンソン、アロンゾ・トリアー、ジーク・ナジ、ロンデー・ホリス＝ジェファーソン、外国人選手のラウリ・マルカネンやジョシュ・グリーンなどが挙げられる。

#### 永久欠番
背番号を永久欠番にさせるためには、以下6つの年間最優秀選手賞のいずれかを受賞する必要がある。
- AP通信年間最優秀選手賞
- オスカー・ロバートソン・トロフィー (旧称: 全米バスケットボールライター協会年間最優秀選手賞)
- 全米バスケットボールコーチ協会年間最優秀選手賞
- Sporting News年間最優秀選手賞
- ジョン・R・ウッデン賞
- ネイスミス・カレッジ年間最優秀選手賞
- NCAAバスケットボールトーナメント最優秀選手
- USBWAナショナル・フレッシュマン・オブ・ザ・イヤー (通称: ウェイマン・ティスデイル賞)

| アリゾナ・ワイルドキャッツ永久欠番 |                        |           |
| No.                                | 選手                   | 在籍期間  |
| 10                                 | マイク・ビビー         | 1996–1998 |
| 22                                 | ジェイソン・ガードナー | 1999–2003 |
| 25                                 | スティーブ・カー       | 1983–1988 |
| 31                                 | ジェイソン・テリー     | 1995–1999 |
| 32                                 | ショーン・エリオット   | 1985–1989 |
| 34                                 | マイルズ・サイモン     | 1994–1998 |

### フットボール

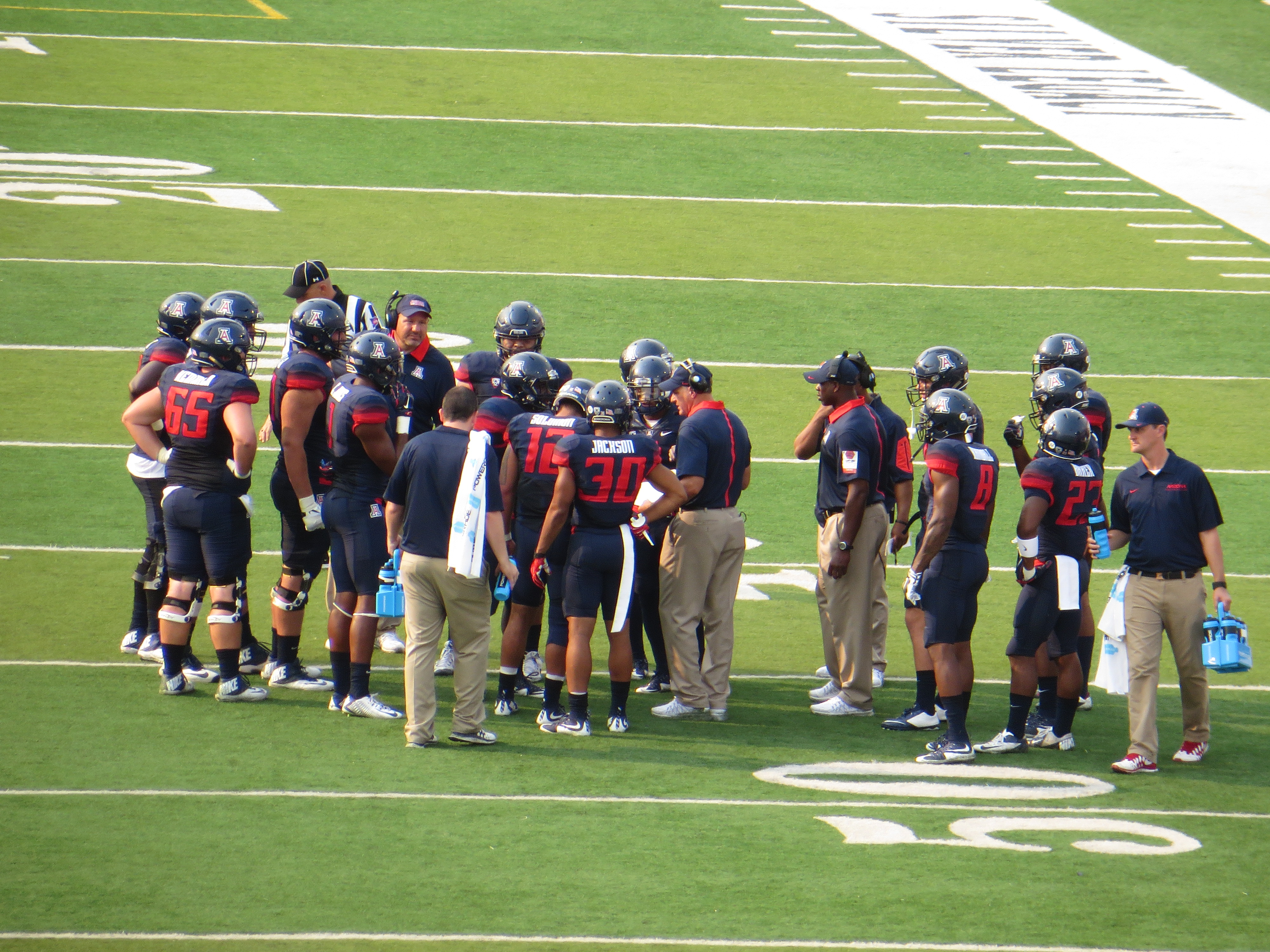
ワイルドキャッツの選手ら (2015年)

1998年以降目立った活躍はなかったがマイク・ストゥープスが監督に就任ホリデーボールに出場など全盛期の強さが戻りつつある。またNFLドラフトでも近年、マイク・ベル、アントン・ケーソン、ロブ・グロンコウスキーなどコンスタントにスタープレーヤーを輩出している。

### ソフトボール
アリゾナ大学ソフトボール部は全米一と言われるほど強豪である。1991年, 1993年, 1994年, 1996年, 1997年, 2001年, 2006年, そして2007年と全米チャンピオンになっており、またアメリカ代表にも監督を含め約半数がアリゾナ大学出身である。

## 全米大学選手権優勝

### NCAAチーム・チャンピオンシップ

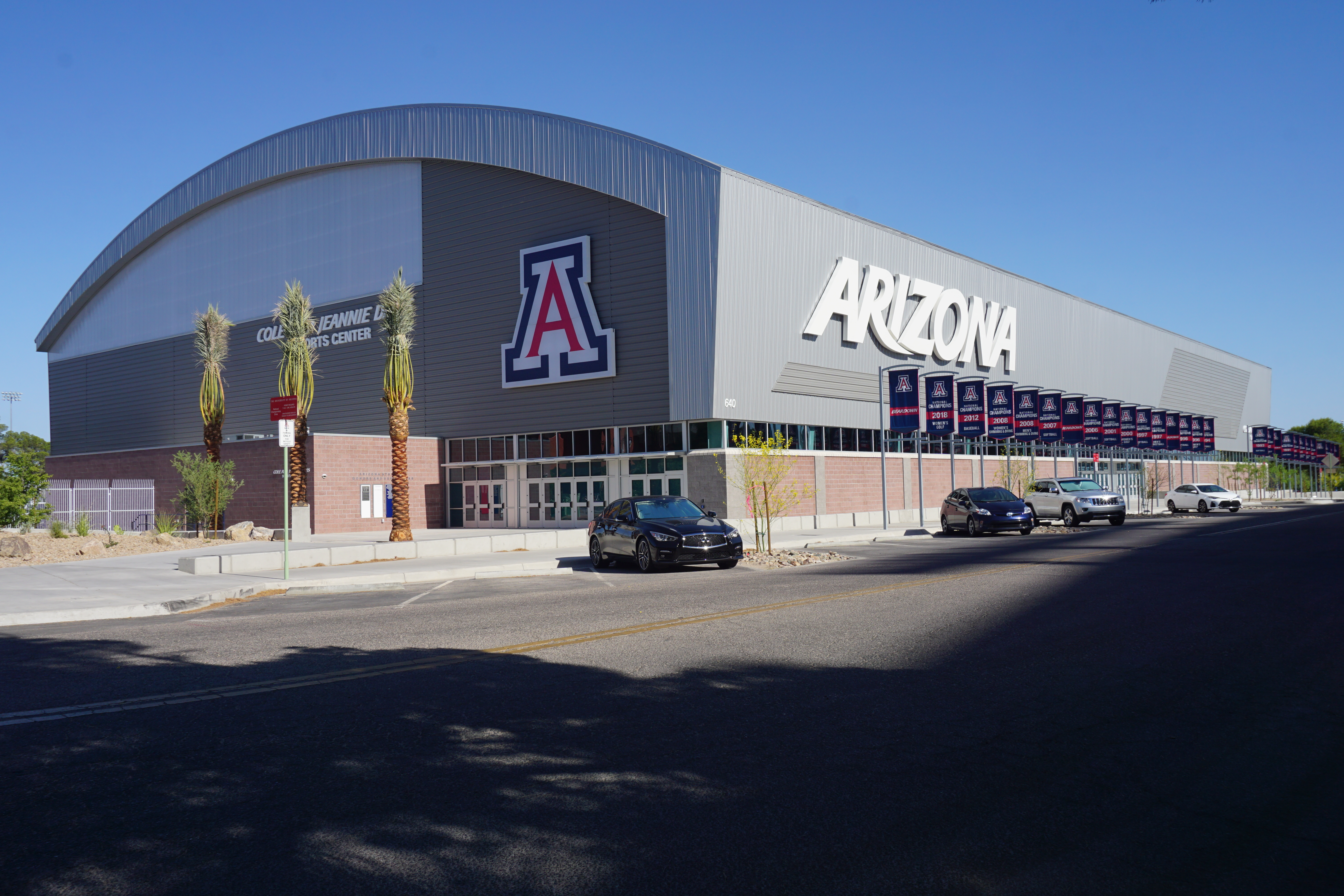
コール＆ジーニー・デイビス・スポーツセンターに掲げられている全米チャンピオンのバナー

アリゾナ大学はこれまでに、全米チャンピオンを19回獲得している。
- 男子 (7回)
  - 野球 (4): 1976, 1980, 1986, 2012
  - バスケットボール (1): 1997
  - ゴルフ (1): 1992
  - 水泳競技 (1):  2008
- 女子 (12)
  - ゴルフ  (3): 1996, 2000, 2018
  - ソフトボール  (8): 1991, 1993, 1994, 1996, 1997, 2001, 2006, 2007
  - 水泳競技 (1): 2008
- その他:
  - Pac-12カンファレンスNCAAチャンピオン
  - NCAAディビジョンI最多優勝校一覧